# Watersley (helling)
Watersley is een heuvel genoemd naar het gelijknamige Huis Watersley ten noordoosten van Munstergeleen in het Heuvelland in het zuiden van de Nederlandse provincie Limburg. 

## Wielrennen
De helling is opgenomen in de Amstel Gold Raceroute 4. 